# Giambattista Rossi
( Guido Mastantuono, Un candido fiore di Ripa, Melfi, Tipografia del Secolo, 1927.)
Padre Giambattista Francesco Donato Rossi (anche Gianbattista o Giovanbattista, Johannes Baptista Rossi in latino) (Ripacandida, 10 marzo 1690 – Ripacandida, 25 ottobre 1746) è stato un presbitero italiano.

## Biografia
Figlio dell'avvocato Donatantonio Rossi (originario di Contursi) e di Porzia Baffari. Le sue spoglie sono custodite nel cappellone del Santissimo Sacramento, in un monumento opera di stuccatori napoletani, nella chiesa di Santa Maria del Sepolcro di Ripacandida. Lo scrittore storico Giustino Fortunato affermò che:
I suoi genitori pii e religiosissimi, ospitavano i pellegrini che giungevano nella festa solenne di San Donato d'Arezzo, patrono di Ripacandida, dividendo con loro il cibo.
Fin da piccolo visse come eremita nelle stanze attigue alla cappella della Madonna del Carmine, con Tommaso da Potenza. Praticava la stessa penitenza del suo concittadino Donato da Ripacandida, del quale era devotissimo.
Affetto da epilessia guarì per voto fatto a san Donato, era devoto anche di san Pietro d'Alcantara. Crebbe con la lettura delle opere di Santa Teresa d'Avila e di Giovanni della Croce, alimentando così la sua vocazione carmelitana. Portava il cilicio sulla nuda carne; e sul petto una croce di legno con 45 chiodini premendola spesso sul petto. La sua alimentazione era di tipo quaresimale, mangiava solo olive ammuffite, malva, frutti acerbi, beveva acqua mista ad aceto ed usava per letto la nuda terra.
Nel 1703 manifestò ai genitori di voler diventare religioso dei Carmelitani. Ottenuto il consenso anche dal fratello don Giovanni, arciprete di Ripacandida, partì alla volta di Napoli ma non poté attuare il suo sogno: fu rifiutato perché miope. Richiamato in famiglia per combinare il suo matrimonio con una ragazza del luogo, rifiutò dicendo "sarò prete". Nell'aprile 1713 fu ordinato sacerdote. 
Celebrando la messa era spesso rapito in estasi e dopo la celebrazione Eucaristica ringraziava con il volto proteso a terra. Rimaneva a lungo nel confessionale, si dedicava alla catechesi dei ragazzi e degli adulti, si portava al tramonto nelle campagne per raggiungere chi non poteva seguirlo in paese.
Per acclamazione del popolo e dell'ordine diocesano veniva eletto arciprete e nel 1731 gli viene affidata la chiesa madre di Santa Maria del Sepolcro. Desideroso di costruire un ricovero per le ragazze esposte a gravi pericoli, con il consenso del fratello Giovanni, donò la sua casa natale per la fondazione del monastero nel 1735 delle carmelitane, nel quale accorsero ragazze dai paesi vicini. Per un intero quaresimale, si recò tutti i giorni nella vicina Rionero in Vulture, in quel momento senza confessori. Partiva a piedi, predicava, ascoltava le confessioni per tornare a Ripacandida in serata. I rioneresi, volevano ricompensarlo con elemosine, ma egli non accettò esortandoli a fare il possibile per la costruzione della nuova chiesa. Memori dell'apostolato dell'arciprete Rossi vollero l'immagine della Madonna del Carmine, da allora la patrona di Rionero. Il 25 ottobre 1746 il venerabile servo tornò alla casa del padre, l'elogio funebre fu tenuto dall'arciprete Fusco di Rionero.